# Tomáš Vrťo
Tomáš Vrťo (ur. 6 września 1988 roku w Ostrawie) – czeski piłkarz występujący na pozycji napastnika.
Zawodnik swą karierę rozpoczynał w Baníku Ostrawa, gdzie z przerwami na grę w Fotbalu Fulnek, FK Senicy oraz Graffinie Vlašim występował do 2012 roku. W 2013 roku ponownie trafił do FK Senicy, a następnie do MFK Frýdek-Místek. Na początku 2014 roku przeszedł do Energetyka ROW Rybnik.